# Бауман, Мартина
Марти́на Ба́уман (нем. Martina Baumann; род. 26 октября 1987) — швейцарская кёрлингистка.

## Достижения
- Чемпионат мира по кёрлингу среди юниоров: бронза (2009).
- Чемпионат Швейцарии по кёрлингу среди юниоров: золото (2007, 2009).

## Команды
| Сезон                                          | Четвёртый            | Третий           | Второй            | Первый                | Запасной                                                                             | Турниры              |
| ---------------------------------------------- | -------------------- | ---------------- | ----------------- | --------------------- | ------------------------------------------------------------------------------------ | -------------------- |
| 2006—07                                        | Sandra Zurbuchen     | Мартина Бауман   | Франциска Кауфман | Fabienne Kaufmann     | Марлене Альбрехт тренеры: Heinz Schmid, Thomas Inäbnit                               | ЧМЮ 2007 (5 место)   |
| 2008—09                                        | Мариса Винкельхаузен | Мартина Бауман   | Франциска Кауфман | Изабель Курт          | Николь Дюнки тренер: Andreas Schlunegger                                             | ЧМЮ 2009             |
| 2010—11                                        | Биния Фельчер        | Марлене Альбрехт | Франциска Кауфман | Кристине Урех         | Sandra Ramstein, Хайке Шваллер, Мартина Бауман, A. Schlunegger тренер: Гауденц Беели | ЧШЖ 2011 (4 место)   |
| 2012—13                                        | Биния Фельчер        | Ирене Шори       | Франциска Кауфман | Кристине Урех         | Мартина Бауман, Мануэла Нетцер тренер: Гауденц Беели                                 | ЧШЖ 2013 (4 место)   |
| Кёрлинг среди смешанных команд (mixed curling) |                      |                  |                   |                       |                                                                                      |                      |
| 2012—13                                        | Björn Zryd           | Мартина Бауман   | Stefan Maurer     | Ивонн Занер-Шлунеггер |                                                                                      | ЧШСК 2013 (7 место)  |
| 2014—15                                        | Björn Zryd           | Мартина Бауман   | Stefan Maurer     | Larissa Hari          |                                                                                      | ЧШСК 2015 (12 место) |

(скипы выделены полужирным шрифтом)